# 토너 (화장품)

토너

화장수(化粧水), 스킨 토너(영어: skin toner), 간단히 토너(영어: toner)는 인간의 피부를 정화하고 보습제 및 세럼과 같은 다른 피부 관리 제품을 준비하도록 설계된 물 기반 로션, 토닉, 세척제를 의미한다. 일반적으로 얼굴에 사용되는 토너는 클렌징 후 남아 있는 불순물을 제거하고 피부의 pH를 균형있게 유지하며 피부에 수분을 공급한다. 또한 피부를 보호하고 상쾌하게 하는 역할을 하며, 종종 진정, 보습, 각질 제거, 피지 조절, 모공 최소화와 같은 특정 피부 문제를 해결할 수 있는 성분이 포함되어 있다. 토너는 일반적으로 기능과 강도에 따라 피부 보호제, 토닉, 산성 토너 및 수렴제와 같은 유형으로 분류된다.
토너는 다양한 방법으로 피부에 바를 수 있다.
- 면봉을 사용한다.[4]
- 얼굴에 뿌린다.
- 거즈에 토너를 묻혀 팩처럼 얼굴에 놓는다.